# Zwin
Lo Zwin (in fiammingo Het Zwin) è una delle più importanti riserve naturali del Belgio. È una piccola conca racchiusa fra le dune costiere e le dighe a protezione del polder, in comunicazione diretta col mare. Si tratta dell'ultimo lembo residuo di palude costiera in Belgio. Invasa dalle maree in modo variabile a seconda delle condizioni astronomiche e meteorologiche presenta una grande varietà di ambienti in uno spazio relativamente ridotto (155 ettari). Si va dalla laguna costiera (acque salmastre) alle distese di fango (dette slikken) al prato salato, formato cioè da piante alofile. Questa grande varietà di ambienti consente di incontrare numerose specie dalle abitudini assai diverse. Trovandosi su alcune delle principali rotte di migrazione è un centro di grande interesse per l'osservazione di limicoli, diverse specie di oche e trampolieri.
Si trova nel comune di Knokke-Heist, in località Zout, e comprende l'estremo lembo est del litorale belga, al confine con i Paesi Bassi.
Il nome Zwin si riferisce all'ormai insabbiato corso d'acqua che collegava Bruges col Mare del Nord, collegamento apertosi nel 1134 in seguito ad una tempesta. Non è più navigabile dal XVI secolo, ma trovandosi in una zona calda della frontiera fra i Paesi Bassi meridionali e la Repubblica delle Sette Province Unite non è mai stato bonificato o sfruttato commercialmente. Nel XX secolo, ormai spente le rivalità frontaliere, vi fu ricavato un piccolo aeroporto, che impedì ancora lo sfruttamento agricolo dell'area. Col risvegliarsi della coscienza naturalistica nel 1952 il sindaco di Knokke-Heist, conte Léon Lippens, creò la prima riserva naturalistica del Belgio. Attualmente ospita un centro di cura e conservazione di animali feriti, (soprattutto uccelli), un centro di ripopolamento per le cicogne (oltre 20 nidi occupati ogni anno) e alcune iniziative di sensibilizzazione.